# Panajotis Linardakis
Panajotis Linardakis (gr. Παναγιώτης Λιναρδάκης; ur. w 1916) – grecki strzelec, olimpijczyk, medalista mistrzostw świata.
Brał udział w igrzyskach olimpijskich w 1952 (Helsinki). Startował w trapie, w którym zajął 24. miejsce.
W 1950 zdobył srebrny medal mistrzostw świata w trapie drużynowym (Madryt).

## Wyniki olimpijskie
| Igrzyska | Konkurencja | Wynik               | Miejsce    | Źródło |
| -------- | ----------- | ------------------- | ---------- | ------ |
| IO 1952  | Trap        | 175 punktów (84-91) | 24 (na 40) | [ 1 ]  |